# Enigma (crittografia)

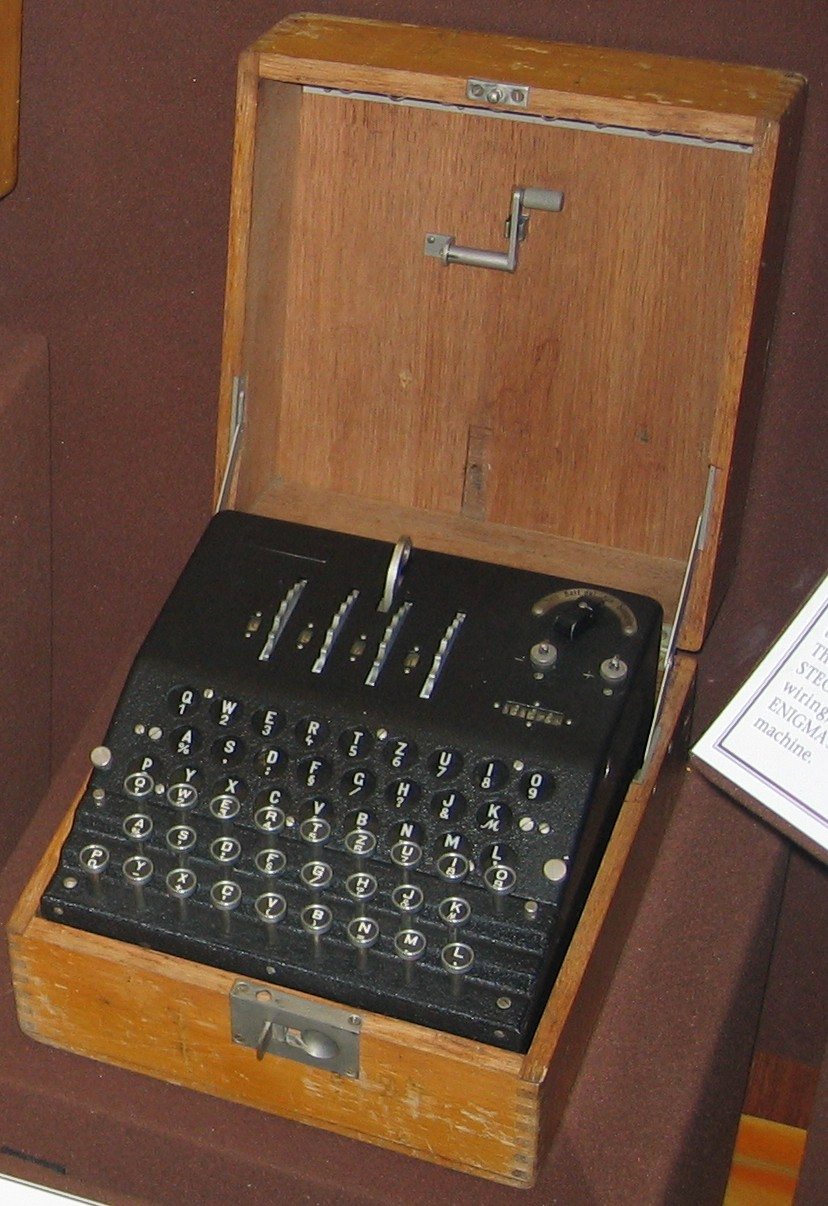
Una macchina Enigma-G

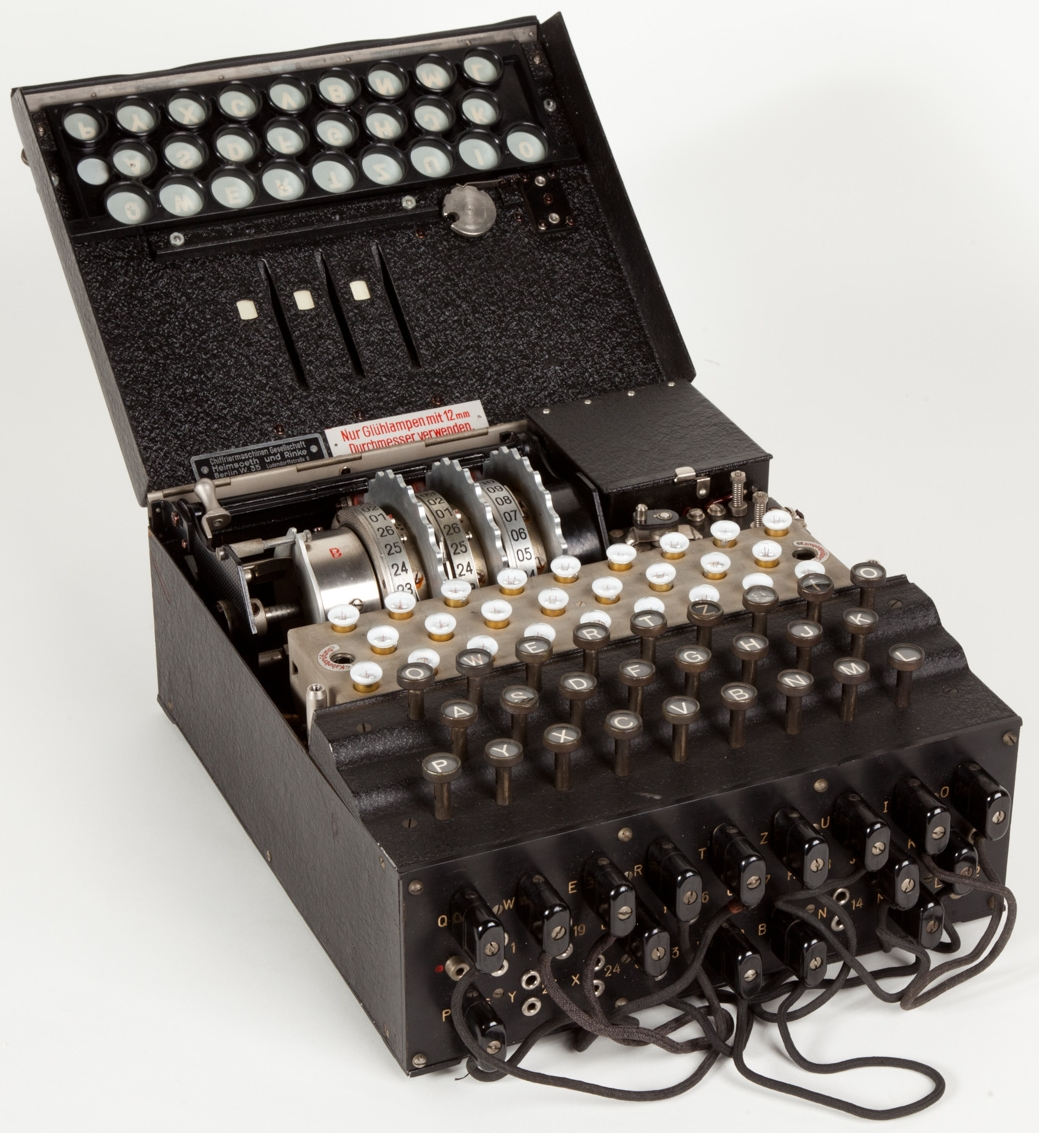
Macchina Enigma esposta presso il Museo nazionale della scienza e della tecnologia "L. Da Vinci" di Milano

Enigma fu un dispositivo elettromeccanico per cifrare e decifrare messaggi. Macchina nata da un tentativo di commercializzazione poi fallito, fu ampiamente utilizzata dalle forze armate tedesche durante il periodo nazista e della seconda guerra mondiale. La facilità d'uso e la presunta indecifrabilità furono le maggiori ragioni del suo ampio utilizzo.
Nonostante fosse stata modificata e potenziata nell'arco del suo periodo di utilizzo, un nutrito gruppo di esperti riuscì a violarla dopo essersi impegnato a lungo con questo intento. I primi a decifrarla nel 1932 furono alcuni matematici polacchi: Marian Rejewski, Jerzy Różycki e Henryk Zygalski. Il loro lavoro ha permesso di ottenere ulteriori informazioni sulla sempre più aggiornata macchina dei tedeschi "Enigma", prima in Polonia e, dopo lo scoppio della guerra, anche in Francia e Gran Bretagna. La decrittazione dei messaggi cifrati con Enigma fornì per quasi tutta la seconda guerra mondiale importantissime informazioni alle forze alleate.

## Storia

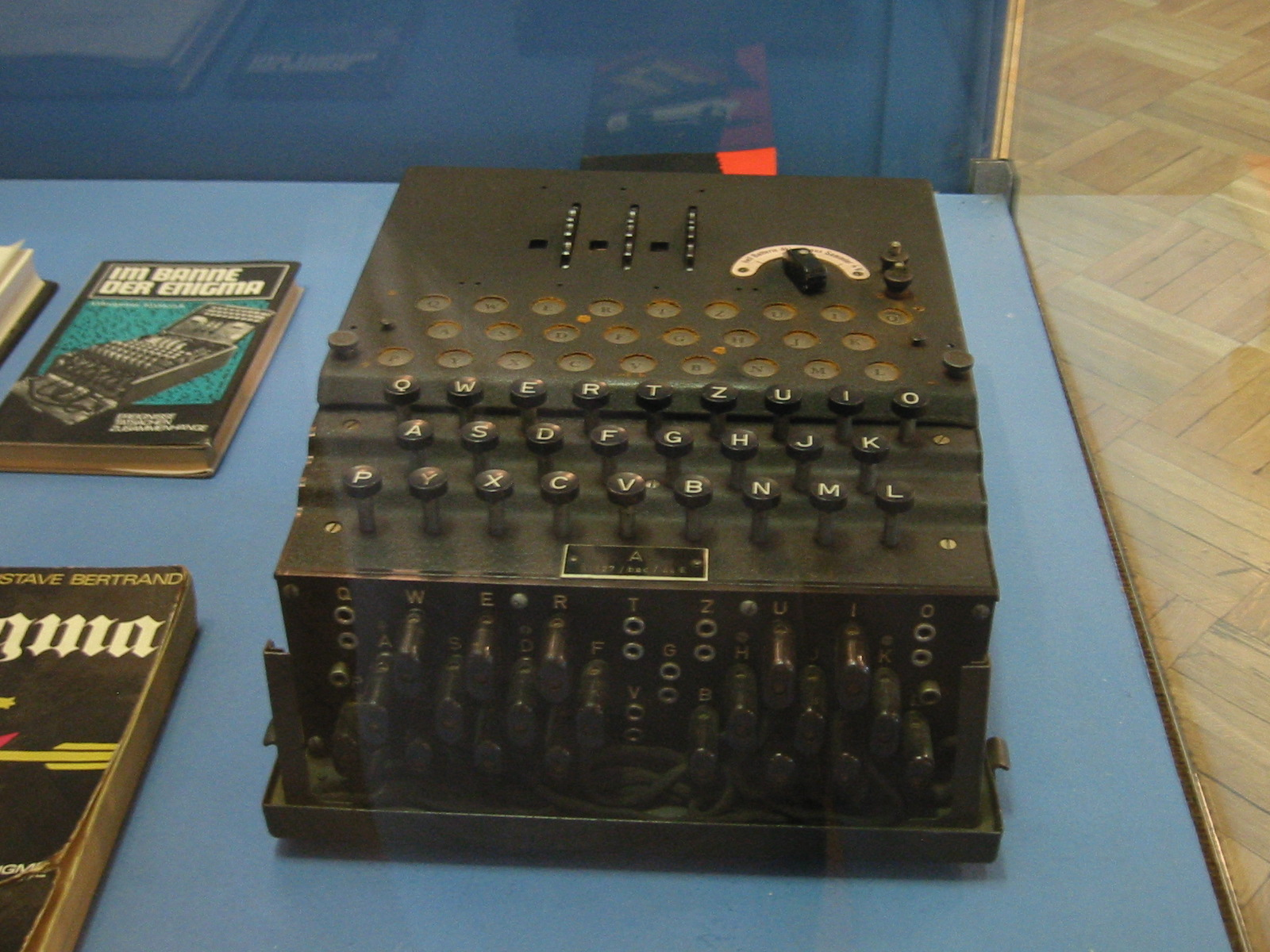
Una macchina Enigma esposta a Varsavia

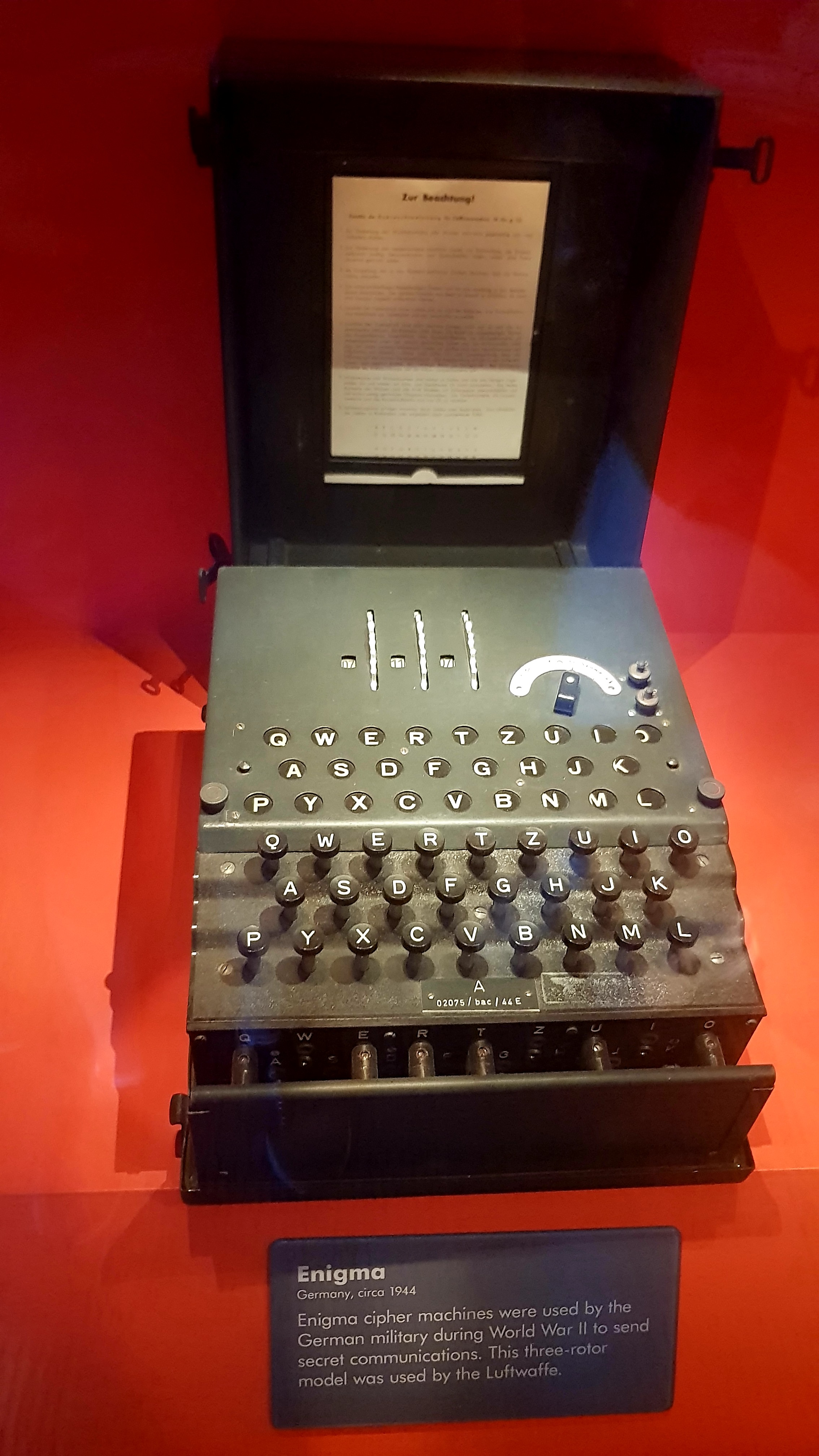
Cifrante Enigma in dotazione alla Luftwaffe, esposta allo International spy museum di Washington

La macchina Enigma fu sviluppata da Arthur Scherbius in varie versioni a partire dal 1918 quando ottenne il brevetto, ispirandosi al disco cifrante di Leon Battista Alberti. La prima versione misurava appena 34 × 28 × 15 cm ma aveva un peso vicino ai 12 kg.
Egli creò una società a Berlino, la Scherbius & Ritter, per produrre tale macchina e mise in vendita la prima versione commerciale nel 1923. Sebbene i crittogrammi prodotti fossero effettivamente indecifrabili per l'epoca, molti commercianti e uomini d'affari pensarono che la possibilità di avere messaggi sicuri non giustificasse l'alto costo della macchina.
Dopo la scoperta da parte dei tedeschi del fatto che le comunicazioni navali della prima guerra mondiale erano state decriptate dai britannici anche tramite codici scoperti dopo l'affondamento di un incrociatore tedesco, il governo tedesco pensò che fosse arrivata l'ora di affidarsi a un sistema sicuro per criptare i propri messaggi importanti.
Scherbius realizzò quindi una versione diversa dalla precedente, con i circuiti degli scambiatori modificati per impedire una decodifica dei messaggi nel caso che qualcuna delle macchine già in circolazione fosse caduta in mani nemiche. Diversi esemplari furono acquistati dalla Marina militare tedesca nel 1926, poi nel 1929 il dispositivo venne acquisito dall'Esercito e da allora in poi praticamente da ogni organizzazione militare tedesca e dalla maggior parte della gerarchia nazista.
Versioni di Enigma furono usate per quasi tutte le comunicazioni radio tedesche, spesso anche per quelle telegrafiche, durante la guerra (perfino i bollettini meteorologici vennero cifrati con Enigma).
In Italia esemplari di Enigma sono presenti nel Museo nazionale della scienza e della tecnologia "L. Da Vinci" di Milano e nel Museo della Tecnica Elettrica di Pavia.
Gli italiani, durante la seconda guerra mondiale, utilizzarono diverse macchine cifranti, tra cui anche una versione commerciale della macchina Enigma: rispetto a quella in uso all'esercito tedesco, questa non aveva il pannello di commutazione per cui i cifrari prodotti erano più semplici da violare con il metodo scoperto precedentemente da Marian Rejewski. Tale macchina fu usata sia durante la guerra civile spagnola sia durante gli scontri nel Mar Mediterraneo fra la flotta inglese e quella italiana.
Nel novembre del 1931 Hans-Thilo Schmidt, impiegato tedesco che poteva accedere alla macchina Enigma militare, aveva fornito ai francesi due documenti, chiamati Gebrauchsanweisung für die Chiffriermaschine Enigma e Schlüsselanleitung für die Chiffriermaschine Enigma, che erano una specie di manuali d'istruzioni della macchina tramite i quali e grazie ad altre informazioni recuperate dall'intelligence francese, si poteva cercare di ricostruire Enigma.
La Francia, visti gli schemi e che cosa avrebbero dovuto decifrare, decise che il meccanismo era troppo complesso per essere decifrato dai propri crittoanalisti e non si preoccupò neanche di finire la realizzazione di un prototipo della macchina. La Polonia invece sapeva che se la Germania avesse cominciato una guerra, essa sarebbe stata la prima a essere attaccata, e chiese alla Francia i progetti e tutto ciò che era stato recuperato per la realizzazione di un prototipo per provare a violare il codice. Vista la natura tecnologica di Enigma, il Biuro Szyfrów (Ufficio Cifra) polacco decise di interpellare gli accademici della vicina Università Poznań, sottoponendoli a un test per trovare le persone più adatte a decrittare Enigma.

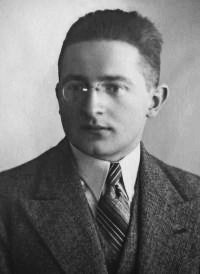
Il crittografo polacco Marian Rejewski (1932)

I servizi segreti polacchi riuscirono così a decifrare Enigma, grazie sia a una debolezza del sistema cifrante, sia a una regola imposta per l'uso della macchina da parte dell'Ufficio tedesco preposto. L'intelligence polacco, guidato dal matematico Marian Rejewski, progettò una macchina apposita chiamata Bomba, per simulare il funzionamento di una macchina Enigma e ottenere da un messaggio cifrato, con tentativi sistematicamente reiterati, le chiavi di regolazione della macchina che aveva eseguito la cifratura e quindi poterlo decifrare a sua volta. I tedeschi però cambiarono il funzionamento di Enigma introducendo un insieme di cinque rotori, dei quali sempre solo tre venivano usati, ma diversi ogni giorno: questo moltiplicava per sessanta le combinazioni possibili e la Bomba polacca non poteva affrontare un tale incremento di complessità.

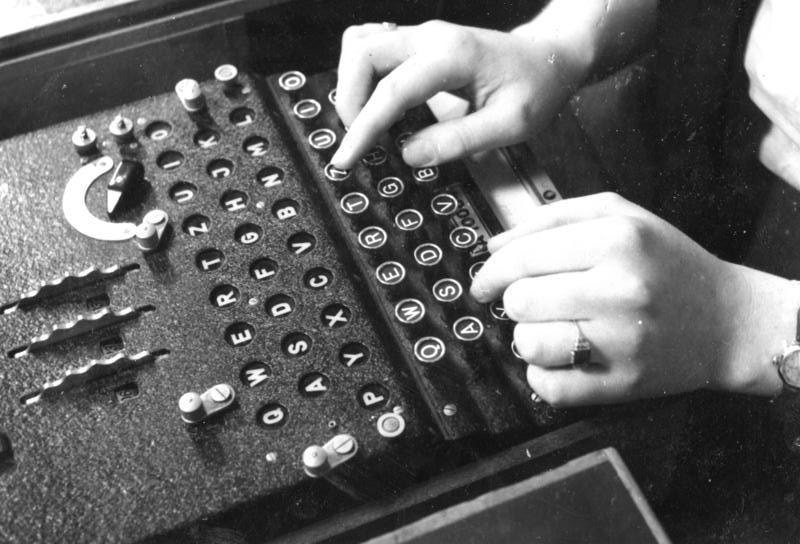
Immagine del 1943 di un congegno Enigma

Alla vigilia dell'invasione della Polonia, nel 1939, il progetto venne trasferito agli inglesi, i quali organizzarono un'attività di intercettazione e decifrazione su vasta scala delle comunicazioni radio tedesche a Bletchley Park e con l'aiuto di grandi matematici come Alan Turing, riprogettarono la Bomba e idearono diversi metodi per forzare le chiavi di codifica tedesche, che davano come prodotto il testo in chiaro, noto con il nome in codice Ultra. Turing infatti riuscì a decifrare Enigma e il suo successo e gli obiettivi tedeschi scoperti furono tenuti segreti.
I servizi d'intelligence militari tedeschi Abwehr utilizzarono un particolare modello, l'"Enigma-G".
Un primo tentativo per accedere a dei cifrari della versione navale della macchina Enigma fu eseguito durante l'operazione Ruthless, una grande operazione di spionaggio proposta per la prima volta nel 1940 da Ian Fleming all'Ammiragliato britannico.
Il 9 maggio del 1941 il cacciatorpediniere Bulldog della marina britannica catturo' il sommergibile tedesco U-110, riuscendo a mettere le mani su un apparato Enigma intatto e sui documenti di cifratura. Questa operazione è conosciuta col nome di Primrose.
Nel 1944, un'ulteriore evoluzione della bomba portò all'introduzione dell'elaboratore Colossus.
Per la Marina tedesca venne messa a punto una versione particolare di Enigma, che impiegava quattro rotori cifranti presi da un set di otto (quelli delle Enigma terrestri più tre nuovi rotori esclusivi per la marina) e poteva usare due diversi riflettori a scelta, per aumentare ancora il numero di combinazioni disponibili.

## Funzionamento

### Principio
In linea di puro principio, Enigma può essere considerata come un'estensione del metodo del cifrario di Vigenère munita di disco di Leon Battista Alberti. La differenza principale sta nel fatto che i dischi cifranti sono più di uno, posti fra loro "in cascata", e che manca qui la chiave, detta anche verme, che invece era elemento essenziale nella cifratura di Vigenère.

### Struttura

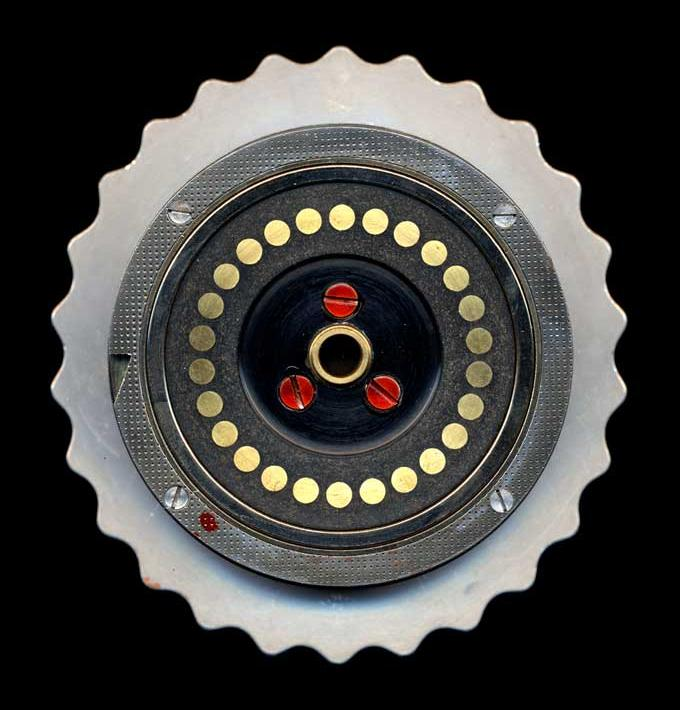
Il lato con i contatti elettrici di un rotore della macchina Enigma. Da notare che ci sono esattamente 26 contatti, ognuno dedicato a una lettera dell'alfabeto.

La macchina Enigma aveva l'aspetto di una macchina per scrivere con due tastiere: la prima, inferiore, e la seconda nella quale i tasti erano sostituiti da lettere luminose che si accendevano ogni qualvolta venisse premuto un tasto sulla tastiera effettiva; la sequenza delle lettere che si illuminavano dava il messaggio cifrato (o quello in chiaro, se si batteva il testo cifrato, naturalmente se Enigma era configurato come quando il messaggio veniva codificato).

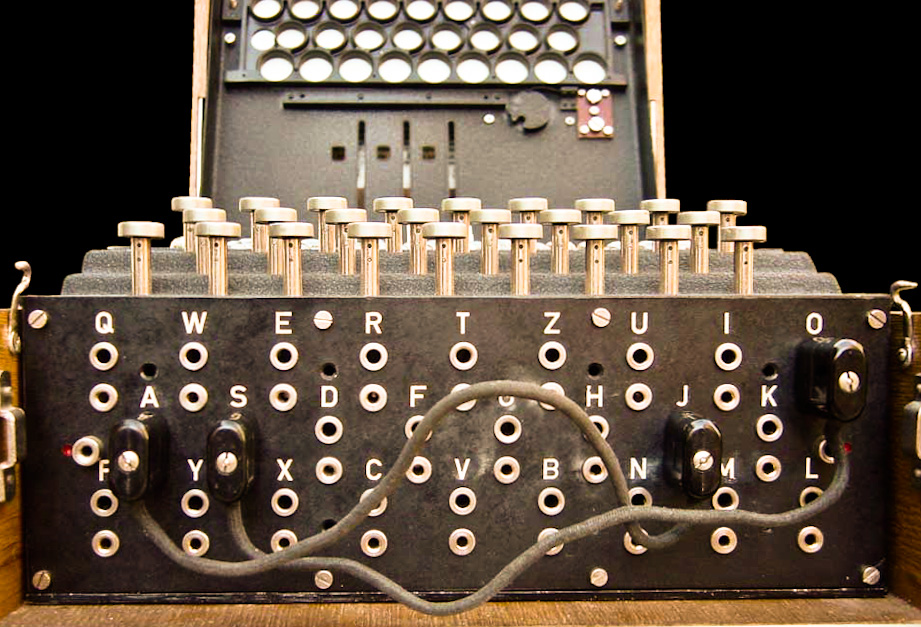
Il pannello di controllo di una macchina Enigma, con gli spinotti per lo scambio delle lettere S-O e J-A

Nella versione a tre dischi, il suo funzionamento si basava su tre dischi cablati, detti "rotori", che avevano 26 contatti per lato (uno per ogni lettera dell'alfabeto tedesco). I cablaggi interni dei dischi mettevano in comunicazione stabile ciascuna lettera su un lato con una lettera dell'altro lato. Detti "lato L" e "lato R" i due gruppi di contatti di ogni disco, uno dei contatti del "lato L" del primo disco riceveva la tensione dal deviatore del tasto premuto, la trasferiva a un contatto, predeterminato dal cablaggio, del suo "lato R", il quale "toccava" il corrispondente contatto del secondo disco sul "lato L" del medesimo, e il cablaggio del secondo disco trasferiva la tensione su un contatto predeterminato del suo "lato R" e così al terzo disco. I dischi erano collegati fisicamente da un meccanismo simile a un odometro: il primo disco ruotava di una lettera a ogni pressione di un qualsiasi tasto, il secondo ruotava di una lettera ogni volta che il primo compiva un giro e il terzo ruotava di una lettera quando il secondo finiva un giro. 
I contatti del "lato R" del terzo e ultimo rotore venivano a toccare gli omologhi di un disco "riflettore", dotato di contatti sul solo "lato L", che, cablato in modo da trasferire la tensione fra contatti diversi del medesimo lato, scambiava il collegamento della lettera del terzo rotore e rispediva indietro il contatto attraverso tutti e tre i rotori: quindi la tensione applicata al contatto della lettera premuta dall'operatore sulla tastiera veniva applicata sul contatto corrispondente del primo rotore e usciva dallo stesso rotore attraverso un altro contatto del medesimo "lato L", diretta ora verso una delle lampadine di Enigma attraverso il deviatore del tasto corrispondente. Grazie al "riflettore" la macchina poteva così funzionare anche come decodificatore, senza intervento specifico alcuno, cioè era necessario, prima di cominciare la decodifica, portare solo rotori e spinotti nella configurazione giornaliera prevista dai cifrari (vedi oltre). Questa caratteristica comportava come conseguenza la "reciprocità" di codifica: se, in un determinato assetto dei rotori (e degli spinotti di cui oltre), la lettera B veniva, ad esempio, cifrata con una F, nel medesimo assetto, premendo il tasto F si codificava quest'ultima con B. Inoltre una lettera non poteva mai venire codificata in sé stessa.

Diagramma che mostra il percorso della corrente nel dispositivo di codifica di Enigma. La lettera "A" è cifrata nella lampadina corrispondente alla lettera "D". "D" verrà cifrata a sua volta in "A", ma la lettera "A" non potrà mai essere cifrata con sé stessa.

Oltre a questo Enigma poteva essere regolata, per maggior sicurezza, con gli spinotti di un pannello a più prese per scambiare fra loro dieci lettere con altre dieci a scelta prima dell'ingresso nel primo rotore; infine i contatti di ogni rotore da una faccia all'altra potevano venire sfalsati a piacere.
Le disposizioni operative per le unità dotate della macchina Enigma prescrivevano che ogni giorno, per motivi di sicurezza, venisse modificato l'assetto della macchina disponendo collegamenti differenti per gli spinotti del pannello, posizionamenti reciproci diversi per i tre rotori, assetto iniziale diverso (lettera da cui partire per la prima codifica) di ciascuno di essi. Le informazioni relative erano contenute in un cifrario-calendario distribuito a ogni unità dotata di macchina Enigma.
Della cifrante Enigma esisteva anche la versione a quattro dischi rotori (Enigma M4).

### Regolazioni
Prima di usare la macchina l'operatore addetto alla cifratura del messaggio doveva:
1. Consultare la "chiave Enigma", ossia la chiave contenuta nel cifrario;
2. Prendere i tre rotori da usare per quel dato giorno;
3. Impostare la programmazione di ogni singolo rotore indicata nella tripletta di lettere indicate nella chiave Enigma di quel giorno (Ringstellung);
4. Inserirli nella macchina nell'ordine indicato (Walzenlage);
5. Regolare la posizione iniziale degli anelli dei rotori sulla tripletta di lettere indicate nella chiave Enigma di quel giorno (Grundstellung);
6. Configurare le spine di scambio lettere come stabilito dalla chiave Enigma di quel giorno (Steckerverbindungen).

A questo punto la macchina era pronta a cifrare (o decifrare) un messaggio.

### Cifratura (e decifrazione) del messaggio
L'operatore riceveva il messaggio scritto. Via via che premeva sulla tastiera effettiva una lettera del medesimo, sulla "tastiera luminosa" compariva la corrispondente lettera cifrata e l'operatore (o chi per esso vicino a lui) la registrava su un foglio. Al termine della cifratura il foglio sul quale era stato scritto il messaggio cifrato veniva consegnato al marconista che lo trasmetteva (via radio o via filo, a seconda del mezzo trasmissivo da usare al momento). Analogamente si procedeva in decrittazione: l'operatore di Enigma riceveva dal marconista o da chi per lui il messaggio cifrato, lo "batteva" sulla tastiera effettiva e le lettere in chiaro comparivano via via sulla "tastiera luminosa".

### Calcolo delle possibili combinazioni di cifratura
Nella versione tipica della macchina, si devono scegliere 3 rotori tra 5 disponibili. Per il primo si hanno 5 opzioni, dunque 4 e infine 3: il numero di combinazioni è:
{\displaystyle 5\times 4\times 3=60}
Ogni rotore ha 26 posizioni iniziali, per cui il numero di posizioni di partenza è:
{\displaystyle 26^{3}=17576}
Le macchine di cifratura militare disponevano inoltre di un pannello di controllo che permetteva di scambiare 13 coppie di lettere collegandole con dei cavi. Dal momento che tipicamente venivano scambiate 10 coppie di lettere con 10 cavi, il numero di combinazioni di collegamento possibili è il più grande, ovvero 150 738 274 937 250.
Infatti, 26 lettere possono essere combinate in 26! modi. Da queste togliamo le 3 coppie di lettere che non venivano tipicamente usate, dividendo per (3 × 2)!. Non importa l'ordine delle 10 coppie restanti, per cui si divide per 10!, e non importa l'ordine di ciascuna coppia (A B = B A): essendoci 10 coppie, dividiamo per 2 dieci volte, ovvero 210.
{\displaystyle {\frac {26!}{6!\cdot 10!\cdot 2^{10}}}=150738274937250}
Moltiplicando i tre risultati si ottengono 158 962 555 217 826 350 000 combinazioni di partenza.

## Enigma nella finzione

### Libri
Il romanzo Enigma di Robert Harris ruota intorno al ruolo di Enigma nel contrasto all'azione dei sommergibili tedeschi durante la seconda guerra mondiale. Ambientato proprio a Bletchley Park, il romanzo condensa in poche settimane la storia della decodifica di Enigma, ricordando il ruolo iniziale dei polacchi, il metodo e la tecnologia messi a punto dagli inglesi (tra i quali fa la sua apparizione Alan Turing in persona) e il finale passaggio di consegne agli americani. Dal romanzo fu tratto il film omonimo del 2001, prodotto da Mick Jagger.

### Film
Le vicende che hanno avuto al loro centro la macchina cifratrice Enigma hanno inoltre ispirato alcuni film, più o meno aderenti agli avvenimenti storici accertati:
- Sekret Enigmy (Secret of Enigma) (1979), film polacco di Roman Wionczek, storia del Biuro Szyfrów (Ufficio Cifra) polacco che violò per primo il codice di Enigma;
- Breaking the Code (1996), film TV inglese di Herbert Wise sulla vita di Alan Turing;
- U-571 (2000), film di Jonathan Mostow (coproduzione franco-statunitense). Gli americani vengono a sapere che un U-Boot tedesco in difficoltà attende soccorso da un altro U-Boot. Una squadra di incursori viene subito approntata e inviata con un sommergibile mascherato da U-Boot tedesco per abbordarlo e impadronirsi di Enigma e relativi documenti di cifratura, ma qualcosa va storto. Premio Oscar 2001 per la migliore colonna sonora;
- Enigma (2001), film di Michael Apted, (coproduzione inglese, statunitense, tedesca e olandese) tratto dall'omonimo romanzo di Robert Harris. Nel marzo 1943 i decifratori di Bletchley Park scoprono con disappunto che i tedeschi hanno modificato il sistema Enigma usato dai loro U-Boot. Il brillante decrittatore Tom Jericho viene incaricato di trovare un altro sistema per decifrare nuovamente i messaggi ma un sospetto di spionaggio cade su di lui a causa della contemporanea scomparsa della sua fidanzata;
- All the Queen's Men (2001), film di Stefan Rutzowitzky (coproduzione tedesca, austriaca e statunitense). Quattro strani personaggi verso la fine della seconda guerra mondiale vengono paracadutati in Germania per raggiungere la fabbrica dove sono prodotte le macchine Enigma e portarne via una;
- The Imitation Game (2014) un film di produzione statunitense e britannica sulla vita di Alan Turing, grande matematico ed esperto di crittografia inglese che, ingaggiato dai servizi segreti britannici durante la seconda guerra mondiale, decifrò i messaggi di Enigma. Premio Oscar 2015 per la miglior sceneggiatura non originale di Graham Moore basata sul libro di Andrew Hodges.

### Musica
I Dream Theater hanno intitolato Enigma Machine una traccia del loro album Dream Theater (2013).

### Videogiochi
Alcuni videogiochi ambientati nella seconda guerra mondiale contengono una o più missioni che prevedono la cattura di un dispositivo Enigma; tra questi, Hidden & Dangerous, “Medal of Honor Heroes”, Wolfenstein: The New Order e Commandos 2, Wolfpack.